# Gangkhar Puensum
Le Gangkhar Puensum, Gangkar Punsum ou Gankar Punzum (« les trois frères spirituels »), est une montagne à la frontière entre le Bhoutan et la Chine culminant à 7 570 mètres d'altitude. C'est le point culminant du Bhoutan, et le plus haut sommet vierge du monde.

## Géographie
Le Gangkhar Puensum est situé dans le Nord du Bhoutan et le Sud-Ouest de la Chine, à la frontière entre ces deux pays, dans l'Est de l'Himalaya. Administrativement, il fait partie du district bhoutanais de Gasa et de la ville-préfecture de Shannan, dans la région autonome chinoise du Tibet.
Le sommet principal du Gangkhar Puensum culmine à 7 570 mètres d'altitude, ce qui en fait le point culminant du Bhoutan. Il est légèrement plus élevé que le Kula Kangri 7 538 mètres, 25 km au nord-est. Sa proéminence est de 2 995 m et le plus proche sommet plus élevé est le Kangchenjunga, 230 km à l'ouest. Il présente une longue arête nord à peu près horizontale, au bout de laquelle on trouve un sommet secondaire appelé Liankang Kangri (7 535 m d'altitude et 195 m de proéminence) situé entièrement en Chine, à 2 km au nord-ouest du point culminant.
Il est à la source de trois rivières importantes : le Kuri Chhu (de), vers la vallée de Lhuntse, le Chamkhar Chhu (de) vers la vallée de Bumthang et le Mangde Chhu vers celle de Trongsa.

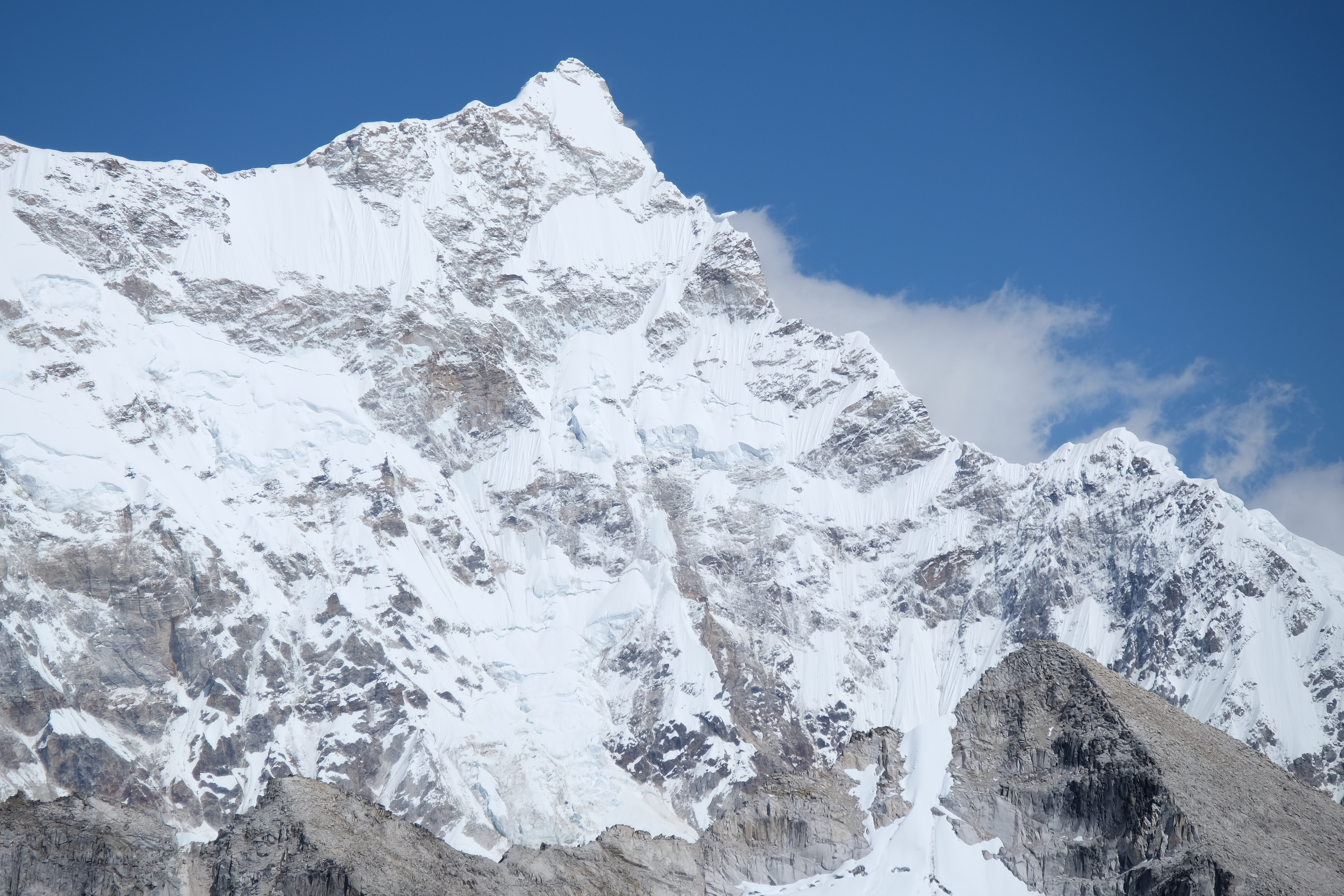
Le versant sud-ouest du sommet avec à droite le profil de l'arête sud.
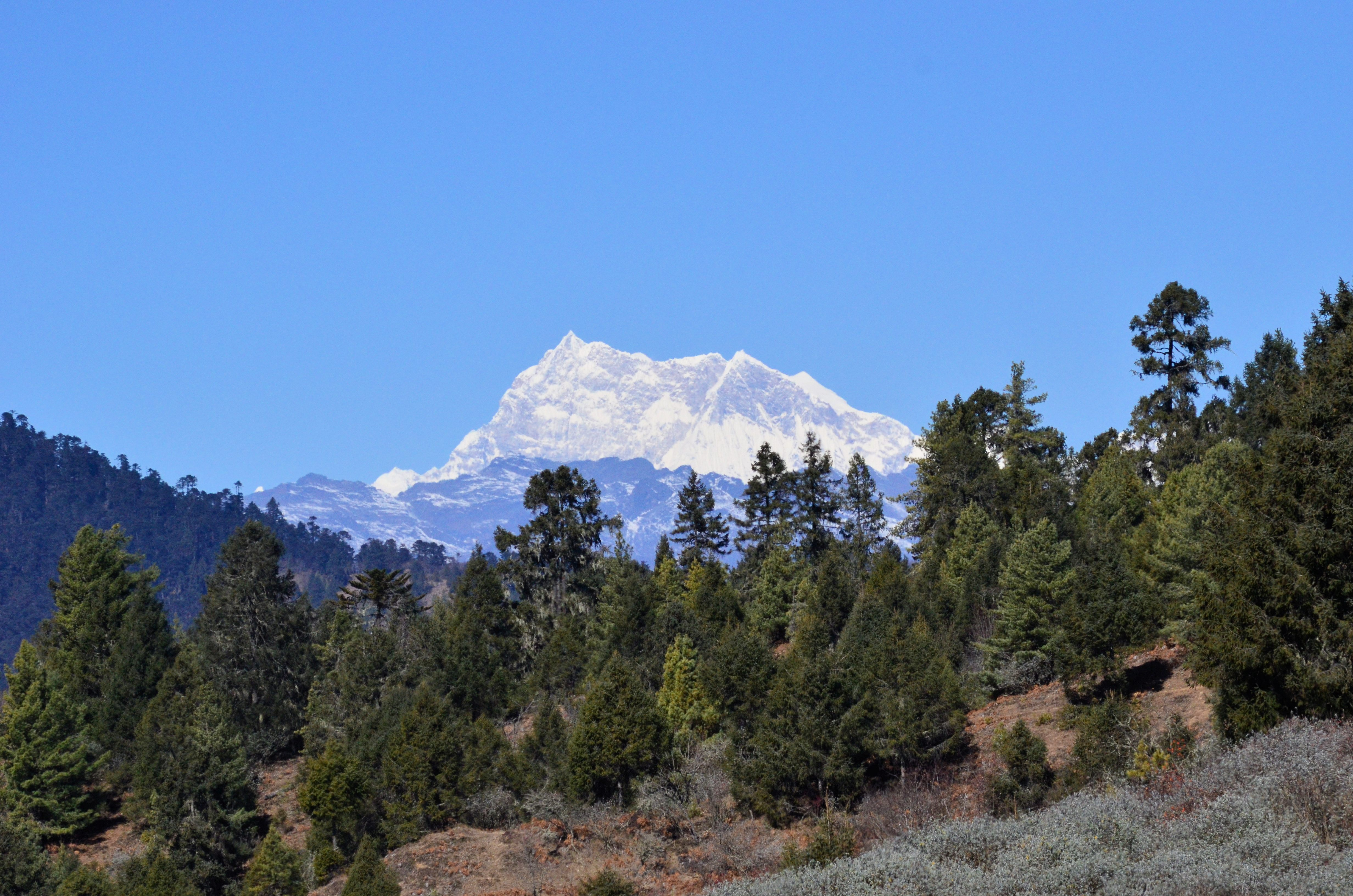
Le versant sud vu depuis la route entre Jakar et Ura.
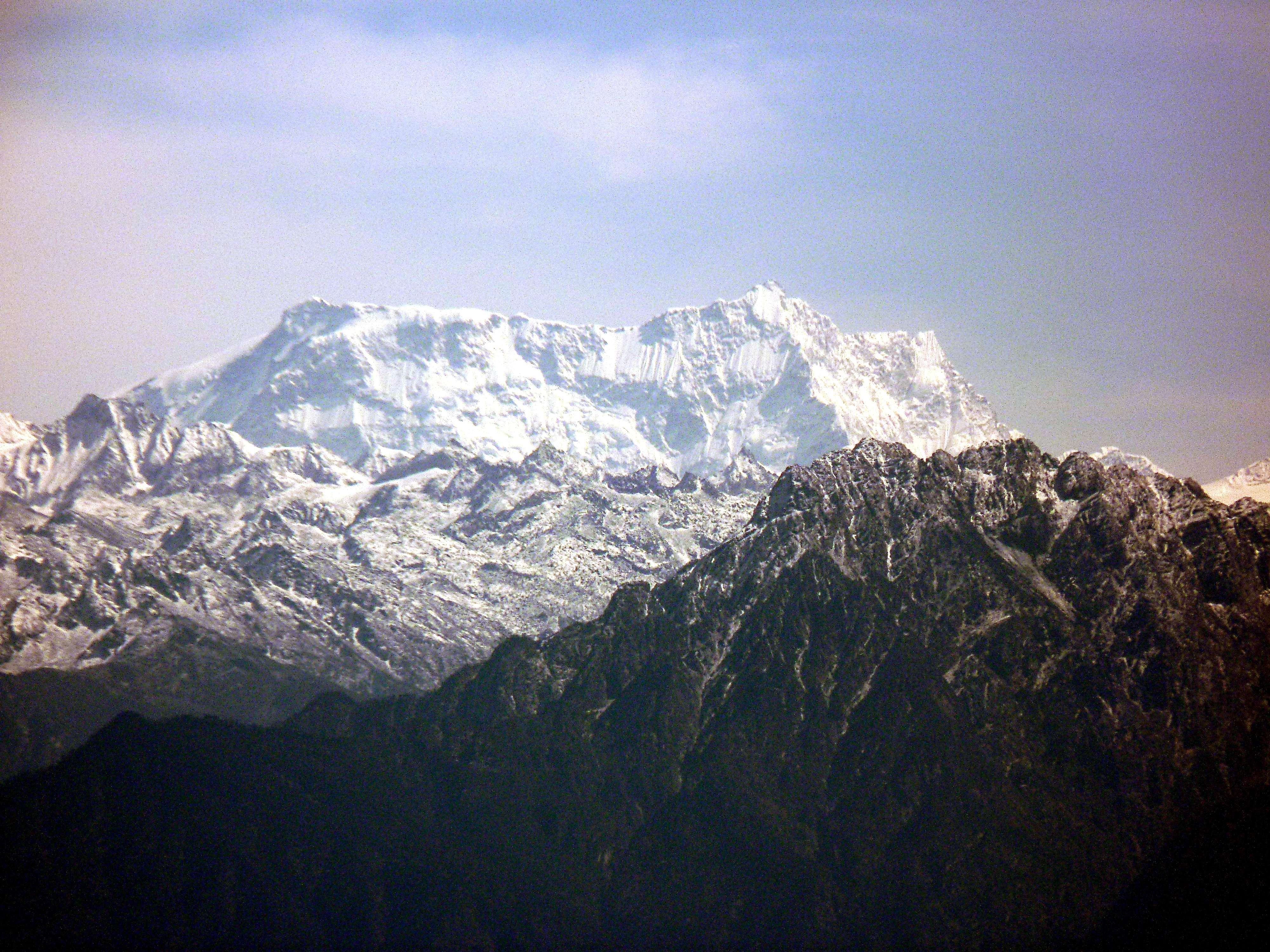
Les versants sud et sud-ouest depuis Dochu-La.

## Histoire

### Identification et dénomination
Le 5 septembre 1883, au cours de sa 3e expédition au Tibet, le pandit (explorateur indien pour le compte du Survey of India britannique) Ugyen Gyatso aperçoit un pic appelé Kulha Kangri, sans qu'on sache s'il s'agit de l'actuel Kula Kangri, plus au nord, ou du Gangkhar Puensum. En 1922, lors d'une mission diplomatique auprès du roi du Bhoutan Ugyen Wangchuck, le political officer du Sikkim Frederick Markham Bailey et le topographe militaire M. R. C. Meade repèrent la position et l'altitude du Kula Kangri (7 554 m) et d'un autre sommet au sud-ouest qu'ils dénomment Kula Kangri Sud ou simplement Kangri (7 540 m).
Le Chomolhari, 7 326 m, à la frontière occidentale du Bhoutan est gravi pour la première fois en 1937 par Freddie Spencer Chapman et le sherpa Pasang Dawa Lama, et est considéré comme le plus haut sommet du Bhoutan jusque vers 1965. En 1963, le géologue suisse Augusto Gansser est le premier à donner le nom de Ganker Punzum et à l'identifier comme le plus haut sommet du Bhoutan en le plaçant sur la frontière avec le Tibet. En 1964 et 1965, Michael Ward (qui avait été le médecin de l'expédition victorieuse à l'Everest en 1953) et Frederic Jackson, lors d'expéditions médicales au Lunana, observent un sommet important appelé Rinchita,. Il apparaît vite que le Ganker Punzum observé par Gansser depuis le sud et l'est, le Rinchita par Ward et Jackson depuis l'ouest, et le Kangri par Bailey et Meade depuis le nord, sont en fait un même sommet désigné par des noms locaux différents.

### Alpinisme
Le 15 septembre 1973, le sommet sud, à 6 760 m est gravi par K. I. Kumar, membre d'une expédition indo-bhoutanaise menée par D. N. Tankha, mais il semble que ce sommet ne soit qu'une bosse en prolongement de l'arête sud .
Avec l'ouverture du Bhoutan à l'alpinisme en 1983, quatre expéditions ont rapidement été tentées vers ce qui est alors le second plus haut sommet vierge :
- en septembre 1985 une expédition de l'Himalayan Association of Japan atteint 6 880 m sur la spectaculaire arête centrale entre les faces sud-ouest et sud avant de renoncer du fait de l'œdème pulmonaire d'un des membres[11],[12] ;
- en septembre et octobre 1985 une expédition américaine, sponsorisée par le National Geographic et Rolex, et comprenant notamment Yvon Chouinard, Rick Ridgeway, John Roskelley et Douglas Tompkins, avec pour objectif les arêtes Est ou Sud-Est, ne peut parvenir à rejoindre la montagne en remontant la Chamkar Chhu[13]. Ils s'occupèrent en gravissant des 6 000 mètres vierges et en pêchant la truite[14] ;
- en août 1986, une équipe autrichienne menée par Sepp Mayerl atteint 6 600 m sur l'arête sud, avant de renoncer du fait des chutes de neige et des risques d'avalanche[15] ;
- en octobre 1986, une équipe de cinq Britanniques, un Américain et une Néo-Zélandaise (Lydia Bradey) menée par Steven K. Berry atteint 6 820 m toujours sur l'arête sud avant de renoncer devant les difficultés techniques et les vents en altitude[16].

Après l'ascension en 1992 du Namcha Barwa, à 7 782 mètres d'altitude, le Gangkhar Puensum devient le plus haut sommet vierge du monde. En 1994, le Bhoutan interdit l'ascension de tous les sommets de plus de 6 000 mètres (considérés comme sacrés) et, en 2003, l'alpinisme quel qu'il soit.
En 1998, une équipe japonaise reçoit de la Chine l'autorisation pour une ascension par le versant tibétain. Une reconnaissance est menée en 1998 et deux voies possibles sont identifiées : l'arête nord-est en passant par le sommet secondaire du Liankang Kangri et la face est. En raison des protestations du Bhoutan, le permis pour le Gangkhar Puensum est finalement refusé. L'objectif est détourné vers le Liankang Kangri, entièrement en Chine, et les 9 et 10 mai 1999, les neuf membres d'une équipe menée par Tsuguyasu Itami parviennent au sommet,,.